# Red Devils Chojnice
Red Devils Chojnice – polski klub futsalu z Chojnic, występujący w ekstraklasie futsalowej, najwyższej klasie rozgrywek w Polsce. Zdobywca Pucharu Polski z 2016 roku i wicemistrz Polski z 2013 roku.

## Historia
Klub założony został w 1995, lecz do 2006 występował jedynie w Chojnickiej Lidze Halowej. W pierwszym sezonie w historii klubu, tj. 1995/1996 drużyna zajęła trzecie miejsce w II Chojnickiej Lidze Halowej, lecz dzięki wycofaniu się z rozgrywek jednej z drużyn awansowała do najwyższych rozgrywek tej ligi. W dwóch kolejnych sezonach „Czerwone Diabły” zajmowały 3. miejsce w ChLH. W sezonie 1998/1999 zespół po raz pierwszy w swojej historii wywalczył Mistrzostwo Chojnic. Kolejne dwa sezony były najgorszymi w historii klubu – drużyna zajęła najpierw szóste, potem piąte miejsce w ChLH. Od sezonu 2001/2002 zaczęło się pasmo sukcesów Red Devils – drużyna zdobyła III miejsce ChLH, sezon później została Mistrzem Chojnic, następnie Wicemistrzem Chojnic. W sezonie 2005/2006 udało się drużynie obronić ten tytuł oraz zwyciężyć w IV Ogólnopolskim Halowym Turnieju Mistrzów „Hirsch-Pol Cup” 2005 w Bydgoszczy. W sezonie 2006/2007 drużyna po raz pierwszy przystąpiła do ogólnopolskich rozgrywek-III ligi, w której zajęła pierwsze miejsce i awansowała do II ligi. Rozgrywek Chojnickiej Ligi Halowej drużyna nie traktowała już tak poważnie, jednak zdobyła wicemistrzostwo Chojnic. W tym samym sezonie zajęła dziewiąte miejsce w finałach mistrzostw Polski beach soccera oraz siódme miejsce w pucharze Polski beach soccera. W sezonie 2007/2008 Red Devils zdobył mistrzostwo II ligi, mistrzostwo Chojnic oraz zdobył brązowy medal młodzieżowych mistrzostw Polski U-21. Mistrzostwo II ligi pozwoliło na awans do ekstraklasy. W sezonie 2008/2009 „Czerwone Diabły” zajęły 11. miejsce i spadły do I ligi. W kolejnym sezonie Red Devils zdobyło mistrzostwo I ligi i powróciło do ekstraklasy. W sezonie 2010/2011 drużyna zajęła 6. miejsce w ekstraklasie. W kolejnym sezonie „Czerwone Diabły” zajęły 10. miejsce w tabeli, jednak faza play off pozwoliła na utrzymanie w lidze. W sezonie zasadniczym 2012/2013 Red Devils Chojnice zajęło szóste miejsce. W rozgrywkach play off drużyna dotarła do finału eliminując w stosunku 3:2 Marwit Toruń oraz w stosunku 3:1 Gattę Zduńska Wola. W finale Red Devils przegrało 0:3 z Wisłą Krakbet Kraków i ostatecznie zdobyło wicemistrzostwo Polski. W 2015 roku Czerwone Diabły dotarły do półfinału Pucharu Polski i były gospodarzem turnieju Final Four, w którym po porażce z Rekordem Bielsko-Biała zajęły trzecie miejsce. Rok później podczas turnieju finałowego krajowego pucharu, który był rozgrywany w Zduńskiej Woli drużyna Chojnic po wyeliminowaniu w półfinale Clearexu Chorzów zdobyła trofeum pokonując w finale Rekord Bielsko-Biała 2:1. Bramki dla Red Devils w meczu finałowym zdobyli Ołeksandr Bondar i Przemysław Laskowski. Cały sezon 2015/2016 Red Devils zakończyli na czwartym miejscu w ekstraklasie, a zawodnik tej drużyny – Ołeksandr Bondar zdobył tytuł Króla Strzelców ligi. Sezon później chojniczanie nie zdołali się utrzymać na poziomie ekstraklasy, lecz już w pierwszym roku po spadku zawodnicy Red Devils wywalczyli ponowny awans do najwyższej klasy rozgrywkowej, a zawodnik tego klubu – Sebastian Wojciechowski został najlepszym strzelcem I ligi. W kolejnych sezonach drużyna z sukcesami walczyła o utrzymanie w futsalowej elicie.
W sezonie 2022/23 drużyna spadła do 1 ligi futsalu, tocząc walkę o utrzymanie do ostatniej kolejki z drużynami AZS Katowice i Clearex Chorzów. W sezonie 2023/24 Red Devils Chojnice wygrał grupę I 1 ligi futsalu, notując rekordowy w historii całych rozgrywek wynik - 61 zdobytych punktów, 20 wygranych, 1 remis i 1 porażka, po rocznej przerwie powracając do Fogo Futsal Ekstraklasy.

## Sukcesy
- Ekstraklasa:
  -  Wicemistrzostwo Polski (2012/2013)
- Puchar Polski:
  -  Zdobywca (2015/2016)
  -  III miejsce (2014/2015)
- I liga:
  -  4 x Mistrzostwo (2007/2008; 2009/2010, 2017/2018, 2023/24)
- II liga:
  -  Mistrzostwo (2006/2007)
- Młodzieżowe Mistrzostwa Polski U-21
  -  III miejsce (2007/2008)
- Młodzieżowe Mistrzostwa Polski U-18
  -  III miejsce (2010/2011)
- Plebiscyt Futsal Ekstraklasy:
  - Najlepszy Obcokrajowiec
  - 2016: Ołeksandr Bondar
  - Najlepszy Młodzieżowiec
    - 2013: Tomasz Kriezel

  - Odkrycie Sezonu
    - 2019: Jakub Kąkol

  - Nagroda Fair Play: 2012
- Inne nagrody indywidualne:
- Król Strzelców ekstraklasy:
  - Ołeksandr Bondar (2015/2016)
- MVP Final Four Pucharu Polski:
  - Tomasz Kriezel (2016)
- Król Strzelców Pucharu Polski:
  - Sebastian Wojciechowski (2015/2016)
- Król Strzelców I ligi:
  - Mariusz Kaźmierczak (2009/2010)
  - Sebastian Wojciechowski (2017/2018)

## Poszczególne sezony
| Sezon     | Poziom kl. rozgr. | Liga        | Miejsce | Mecze | Z  | R | P  | Bilans bramkowy | Punkty | Uwagi               |
| 2006/2007 | 3                 | III liga    |         | 18    | 14 | 4 | 0  | 121 – 39        | 46     | awans               |
| 2007/2008 | 2                 | II liga     |         | 22    | 17 | 3 | 2  | 112 – 41        | 54     | awans               |
| 2008/2009 | 1                 | Ekstraklasa | 11      | 22    | 4  | 4 | 14 | 55 – 77         | 16     | spadek              |
| 2009/2010 | 2                 | II liga     |         | 20    | 18 | 2 | 0  | 127 – 48        | 56     | awans               |
| 2010/2011 | 1                 | Ekstraklasa | 6       | 22    | 9  | 4 | 9  | 79 – 75         | 31     |                     |
| 2011/2012 | 1                 | Ekstraklasa | 9       | 26    | 7  | 7 | 12 | 75 – 96         | 28     |                     |
| 2012/2013 | 1                 | Ekstraklasa |         | 33    | 18 | 0 | 15 | 94 – 82         | 54     |                     |
| 2013/2014 | 1                 | Ekstraklasa | 8       | 22    | 6  | 7 | 9  | 65 – 68         | 25     |                     |
| 2014/2015 | 1                 | Ekstraklasa | 9       | 22    | 6  | 7 | 9  | 56 – 62         | 25     |                     |
| 2015/2016 | 1                 | Ekstraklasa | 4       | 25    | 11 | 7 | 7  | 83 – 63         | 27     |                     |
| 2016/2017 | 1                 | Ekstraklasa | 12      | 27    | 1  | 4 | 22 | 53 – 121        | 7      | spadek              |
| 2017/2018 | 2                 | I liga      |         | 22    | 16 | 3 | 3  | 120 – 57        | 51     | awans               |
| 2018/2019 | 1                 | Ekstraklasa | 9       | 27    | 10 | 1 | 16 | 81 – 106        | 31     |                     |
| 2019/2020 | 1                 | Ekstraklasa | 13      | 18    | 2  | 3 | 13 | 51 – 85         | 9      | sezon niedokończony |
| 2020/2021 | 1                 | Ekstraklasa | 12      | 32    | 10 | 5 | 17 | 94 – 125        | 35     |                     |
| 2021/2022 | 1                 | Ekstraklasa | 10      | 30    | 10 | 6 | 14 | 93 – 120        | 36     |                     |
| 2022/2023 | 1                 | Ekstraklasa | 15      | 28    | 5  | 4 | 19 | 45 – 116        | 19     | spadek              |
| 2023/2024 | 2                 | I liga      | 1       | 22    | 20 | 1 | 1  | 121-45          | 61     | awans               |
| 2024/25   | 1                 | Ekstraklasa | 15      | 30    | 5  | 1 | 24 | 53-155          | 16     | spadek              |

## Red Devils w rozgrywkach

### Ekstraklasa
Red Devils Chojnice w ekstraklasie zadebiutowało w sezonie 2008/2009. W debiucie „Czerwone Diabły” przegrały 1:2 z Hurtapem Łęczyca. Pierwszą bramkę w ekstraklasie dla zespołu z Chojnic strzelił Artur Chrzonowski. W pierwszym sezonie w ekstraklasie Red Devils zajęło 11. miejsce i spadło do I ligi. Najlepszym strzelcem drużyny z trzynastoma bramkami został Mariusz Kaźmierczak. Po rocznym pobycie w I lidze Red Devils Chojnice ponownie znalazło się w ekstraklasie. W sezonie 2010/2011 „Czerwone Diabły” zajęły 6. miejsce, a najlepszym strzelcem z dwunastoma bramkami został Artur Chrzonowski. W kolejnym sezonie po fazie zasadniczej Red Devils zajmowało 10. miejsce w ligowej tabeli, które nie było premiowane grą w fazie play off. W fazie play out klub z Chojnic okazał się najlepszy i ostatecznie został sklasyfikowany na 9. miejscu w tabeli. Najlepszym strzelcem drużyny z osiemnastoma trafieniami okazał się Wadim Iwanow. Sezon 2012/2013 okazał się najlepszy w historii klubu. Przez pierwszą część sezonu Red Devils utrzymywało się na pozycji lidera ekstraklasy, słabsza postawa w drugiej części sezonu skutkowała zajęciem 6. miejsca w fazie zasadniczej. W fasie play off w ćwierćfinale „Czerwone Diabły” wyeliminowały Marwit Toruń w stosunku 3:2 (w rywalizacji do trzech zwycięstw Marwit został nagrodzony handicapem w postaci jednego „zwycięstwa” za wyższe miejsce po fazie zasadniczej), w półfinale natomiast Red Devils okazało się lepsze od Gatty Zduńska Wola w stosunku 3:1. W finale ekstraklasy Red Devils Chojnice mierzyło się z Wisłą Kraków. W pierwszym meczu Wisła pokonała Red Devils po serii rzutów karnych, w drugim meczu padł wynik 2:1 dla krakowian, w meczu, który zadecydował o Mistrzostwie Polski ponownie po serii rzutów karnych lepsza okazała się Wisła, a Red Devils Chojnice osiągając najlepszy wynik w historii zostało Wicemistrzem Polski. Najlepszym strzelcem drużyny w tym sezonie z dziewiętnastoma trafieniami został Łukasz Sobański. W sezonie 2013/2014 po pierwszej rundzie Red Devils znajdowało się w okolicach strefy spadkowej, jednak dzięki dobrej drugiej rundzie chojnicki klub wywindował się na ósme miejsce w tabeli, a jedenaście bramek w tym sezonie zdobył Dominik Solecki. Sezon później Czerwone Diabły z Chojnic zdobywając tyle samo punktów (dwadzieścia pięć) co sezon wcześniej, uplasowały się o jedną pozycję niżej w tabeli, a z czternastoma bramkami na koncie drugi raz najlepszym strzelcem drużyny był Ukrainiec Wadim Iwanow. W rozgrywkach 2015/2016 drużyna z Chojnic w sezonie zasadniczym zajęła czwarte miejsce w ekstraklasie, które dawało prawo udziału w barażu o brązowy medal. Rywalizacja o trzecie miejsce zakończyła się porażką Czerwonych Diabłów 1:3 w rywalizacji do trzech wygranych. Zawodnik Red Devils – Ołeksandr Bondar został pierwszym graczem tego klubu, który sięgnął po koronę Króla Strzelców w najwyższej klasie rozgrywkowej. W przeciągu całego sezonu zdobył on trzydzieści jeden bramek. W kolejnym sezonie z powodu problemów organizacyjnych klub opuścili najlepsi zawodnicy, a drużyna zakończyła rozgrywki na ostatnim miejscu w tabeli, spadając tym samym do I ligi, lecz już po sezonie gry na zapleczu ekstraklasy, chojniczanie uzyskali ponowny awans do najwyższej klasy rozgrywkowej. W kolejnych sezonach klub przez kilka sezonów walczył o utrzymanie w futsalowej elicie, najlepszy wynik osiągając w sezonie 2021/22, gdzie zajął 9 miejsce. Po sezonie 2022/23 drużyna seniorów, ze względów finansowych miała być wycofana z rozgrywek, ale ostatecznie wystartowała w mocno okrojonym składzie notując zaskakująco dobre wyniki. Ostatecznie Czerwone Diabły, po dramatycznej końcówce sezonu pożegnały się z ekstraklasą, do ostatniej kolejki mając realne szanse na utrzymanie się.
W sezonie 2023/24 Red Devils Chojnice wygrał grupę I 1 ligi futsalu, notując rekordowy w historii całych rozgrywek wynik - 61 zdobytych punktów, 20 wygranych, 1 remis i 1 porażka, po rocznej przerwie powracając do Fogo Futsal Ekstraklasy.
W sezonie 2024/25 Red Devils Chojnice zanotował kolejny spadek z ekstraklasy, zajmując 15 miejsce w tabeli, z dorobkiem 16 punktów
| Bilans Red Devils w ekstraklasie |            |        |         |      |      |      |
| Mecze(sezony)                    | Zwycięstwa | Remisy | Porażki | Br.+ | Br.- | Pkt. |
| 364 (14)                         | 104        | 62     | 198     | 987  | 1251 | 374  |

Tabela aktualna po zakończeniu sezonu 2024/2025.

#### Statystyki
- Liczba sezonów w ekstraklasie: 14 (2008/2009, 2010/2011 – 2016/2017, 2018/2019 – 2022/2023 , 2024/25)
- Pierwszy mecz: 14 września 2008 – Red Devils Chojnice 1:2 (0:0) Hurtap Łęczyca
- Pierwsze zwycięstwo: 14 listopada 2008 – Grembach Zgierz 4:5 (2:3) Red Devils Chojnice
- Najwyższe zwycięstwo: 29 kwietnia 2012 – Red Devils Chojnice 12:0 (7:0) TPH Polkowice
- Najwyższa porażka: 19 kwietnia 2025r. Piast Gliwice - Red DEvils Chojnice 15:1
- Najdłuższa seria zwycięstw: 5 (2012/2013)
- Najdłuższa seria porażek: 10 (2016/2017)
- Klasyfikacja wszech czasów: 11. miejsce
- Najwięcej bramek: Łukasz Sobański – 127 (stan po sezonie 2024/2025)
- Najwięcej bramek w jednym sezonie: Ołeksandr Bondar – 31 (2015/2016)
- Obcokrajowiec z największą liczbą bramek: Witalij Kołesnyk (Ukraina) – 63 (stan po sezonie 2024/2025)

### Puchar Polski
Rozgrywki Pucharu Polski Red Devils Chojnice kilkukrotnie potraktowało „ulgowo” co skutkowało słabymi wynikami. W sezonie 2010/2011 Czerwone Diabły po raz pierwszy dotarły do ćwierćfinału. W sezonie 2011/2012 klub wystąpił w 1/8 finału, a w sezonie 2007/2008 do V fazy grupowej. W sezonie 2014/2015 Red Devils dotarło do Final Four, którego było gospodarzem. Drużyna odpadła w półfinale po porażce 2:4 z Rekordem Bielsko-Biała. Rok później chojniczanie w półfinale tych rozgrywek wyeliminowali po rzutach karnych Clearex Chorzów, a następnie w finale pokonali Rekord Bielsko-Biała 2:1 po bramkach Oleksandra Bondara i Przemysława Laskowskiego i tym samym pierwszy raz w historii zdobyli to trofeum. Kolejne dwa sezony Pucharu Polski chojniczanie kończyli na ćwierćfinałach.

### Niższe ligi
W sezonie 2006/2007 Red Devils przystąpiło do rozgrywek III ligi, w których zajęło pierwsze miejsce. Sezon później klub z Chojnic okazał się najlepszy w rozgrywkach II ligi. W sezonie 2009/2010 po spadku z ekstraklasy „Czerwone Diabły” po raz kolejny wygrały rozgrywki I ligi, podobny scenariusz miał miejsce w sezonie 2017/2018 po drugim spadku z najwyższej klasy rozgrywkowej, a także w sezonie 2023/24, w którym Red Devils ustanowił rekord I ligi, zdobywając 61 punktów na 66 możliwych.

## Rekordy indywidualne
Po sezonie 2024/2025.
| Najlepsi strzelcy | Najlepsi strzelcy       | Najlepsi strzelcy |
| Lp.               | Zawodnik                | Bramki            |
| ----------------- | ----------------------- | ----------------- |
| 1.                | Łukasz Sobański         | 127               |
| 2.                | Mariusz Kaźmierczak     | 124               |
| 3.                | Jakub Mączkowski        | 89                |
| 4.                | Patryk Laskowski        | 86                |
| 5.                | Artur Chrzonowski       | 69                |
| 6.                | Witalij Kołesnyk        | 63                |
| 7.                | Wadim Iwanow            | 55                |
| 8.                | Sebastian Wojciechowski | 46                |
| 9.                | Tomasz Kriezel          | 44                |
| 10.               | Przemysław Laskowski    | 42                |
| 11.               | Adam Żołądź             | 35                |
| 11.               | Tomasz Broner           | 34                |

W tabeli uwzględniono bramki strzelone we wszystkich meczach ligowych.

## Zawodnicy
Aktualny skład
Stan na: 31 grudnia 2024r.
| Nr               | Narodowość     | Zawodnik                        | Data urodzenia (wiek) | Mecze     | Gole      | Poprzedni klub                |
| Bramkarze        | Bramkarze      | Bramkarze                       | Bramkarze             | Bramkarze | Bramkarze | Bramkarze                     |
| ---------------- | -------------- | ------------------------------- | --------------------- | --------- | --------- | ----------------------------- |
| 1                | Polska         | Artur Czarnowski                | 17 kwietnia 1971      | 70        | 0         | LKS Kęsowo                    |
| 24               | Polska         | Kamil Trzebiński                |                       | 3         |           | Chojniczanka Chojnice         |
| 77               | Ukraina        | Pavlo Puchka                    | 11 września 1998      | 77        | 2         | Arpi Zaporoże                 |
| 83               | Polska         | Sebastian Kartuszyński          | 2 września 1992       | 264       | 8         | wychowanek                    |
| Zawodnicy z pola |                |                                 |                       |           |           |                               |
| 2                | Łotwa          | Jānis Pastars                   | 22 czerwca 1992       | 108       | 27        | Acana Orzeł Jelcz – Laskowice |
| 3                | Polska         | Joachim Kowalski                | 2005                  | 7         | 0         | wychowanek                    |
| 10               | Ukraina        | Ołeh Neheła                     | 23 stycznia 2000      | 90        | 33        | Urahan Iwano-Frankiwsk        |
| 14               | Polska         | Patryk Laskowski                | 28 stycznia 1993      | 213       | 86        | Chojniczanka Chojnice         |
| 15               | Polska Ukraina | Witalij Kołesnyk                | 15 marca 1983         | 288       | 63        | MFK Łokomotyw Charków         |
| 16               | Kolumbia       | Jefferson Stiduart Rocha Moreno | 12 grudnia 2002       | 47        | 14        | Bogota Elite                  |
| 17               | Gruzja         | Guladi Kokoladze                | 01 maja 1994          | 63        | 16        |                               |
| 20               | Ukraina        | Vladymir Tkachenko              | 10 września 2004      | 50        | 32        | LSSS Lębork                   |
| 22               | Ukraina        | Andrij Yelishew                 | 29 listopada 2004     | 49        | 18        | LSSS Lębork                   |
| 23               | Ukraina        | Pavlo Skubczenko                | 31 marca 1999         | 66        | 20        | Ukraina                       |
| 25               | Polska         | Wojciech Włodarczyk             | 07 maja 2004          | 21        | 0         | wychowanek                    |
| 55               | Polska         | Piotr Kręcki                    | 29 marca 2000         | 72        | 9         | Kolejarz Chojnice             |
| 71               | Polska         | Damian Słota                    |                       | 5         | 0         | wychowanek                    |

### Obecni zawodnicy grający w reprezentacjach narodowych
| Zawodnik      | Reprezentacja | Lata w reprezentacji | Mecze | Bramki | Uwagi |
| ------------- | ------------- | -------------------- | ----- | ------ | ----- |
| Jānis Pastars | Łotwa         | od 2017              | 47    | 8      |       |
|               |               |                      |       |        |       |
|               |               |                      |       |        |       |

### Zastrzeżone numery
| Nr | Imię i nazwisko      | Uwagi       |
| -- | -------------------- | ----------- |
| 8  | Krzysztof Jasiński   | pośmiertnie |
| 99 | Michał Papierkiewicz | pośmiertnie |

## Sztab i działacze
| Funkcja                           | Imię i nazwisko     |
| --------------------------------- | ------------------- |
| Trener                            | Ołeh Zozulia        |
| Trener przygotowania motorycznego | Jarosław Wróblewski |
| Trener bramkarzy                  | Marek Szank         |
| Fizjoterapeuta                    | Magdalena Kołodziej |

## Zarząd i działacze
- Prezes: Tomasz Mrozek Gliszczyński[2]
- Wiceprezes: Ireneusz Wróblewski[3]
- Członkowie zarządu[3]:
  - Magdalena Kołodziej
  - Kamil Marczyński
  - Jakub Ziełkowski

## Dotychczasowi trenerzy
| Lp. | Imię i nazwisko     | Okres urzędowania | Okres urzędowania |
| --- | ------------------- | ----------------- | ----------------- |
| 1.  | Tomasz Aftański     | 2006              | 2009              |
| 2.  | Artur Chrzonowski   | 2009              | 2010              |
| 3.  | Tomasz Aftański     | 2010              | 2011              |
| 4.  | Artur Chrzonowski   | 2011              | 2011              |
| 5.  | Tomasz Aftański     | 2011              | 2011              |
| 6.  | Oleg Zozulya        | 2012              | 2014              |
| 7.  | Tomasz Aftański     | 2014              | 2014              |
| 8.  | Andrij Lutsiv       | 2015              | 2015              |
| 9.  | Vlastimil Bartošek  | 2015              | 2016              |
| 10. | Oleg Zozulya        | 2016              | 2017              |
| 11. | Andrzej Bianga      | 2017–2018         | 2017–2018         |
| 12. | Jakub Mączkowski    | 2018–2020         | 2018–2020         |
| 13. | Oleg Zozulya        | 2020              | 2021              |
| 14. | Jakub Mączkowski    | 2021–2022         | 2021–2022         |
| 15. | Jacek Burglin       | 2022–2023         | 2022–2023         |
| 16. | Jaroslav Piesotskyi | 2023 – 2024       | 2023 – 2024       |
| 17. | Oleg Zozulya        | 2024              |                   |

## Inne sekcje

### Red Devils Ladies
Autonomiczna sekcja futsalu kobiet – powstała w 2008 roku. W sezonach 2009/2010 i 2010/2011 drużyna występowała w rozgrywkach I ligi (drugi poziom rozgrywkowy). W pierwszym sezonie Red Devils Ladies zajęło trzecie miejsce, a w kolejnym miejsce czwarte. W 2023r. klub reaktywował drużynę Red Devils Ladies w rozgrywkach futsalu. Drużyna zajęła drugie miejsce w grupie północnej I ligi. W rozgrywkach Pucharu Polski dotarła do ćwierćfinału.
Drużyna cyklicznie występuje w rozgrywkach beach soccera. Drużyna w rozgrywkach beach soccera w 2009 roku zdobyła Wicemistrzostwo Polski, a w 2011 Mistrzostwo Polski. W 2023r. drużyna wywalczyła drugie miejsce w rozgrywkach Pucharu Polski oraz brąz w rozgrywkach Mistrzostw Polski. Dwukrotnie drużyna uczestniczła w klubowych mistrzostwach Europy w Nazare.

### Juniorzy
Red Devils Chojnice, w porozumieniu z Kolejarzem Chojnice, w sezonie 2023/24 wystawił drużynę juniorów U-19 do rozgrywek Centralnej Ligi Juniorów. Oprócz tego w rozgrywkach turniejowych uczestniczą drużyny z roczników U-17 oraz U-15, w porozumieniu z Kolejarzem Chojnice.
W przeszłości juniorzy Red Devils zdobyli dwa brązowe medale Młodzieżowych Mistrzostw Polski – w 2008 roku w kategorii U-20 i w 2011 roku w kategorii U-18. Dodatkowo w 2008 roku drużyna zdobyła III miejsce w Młodzieżowych MP w piłce plażowej.